# 요코하마 스카이빌딩

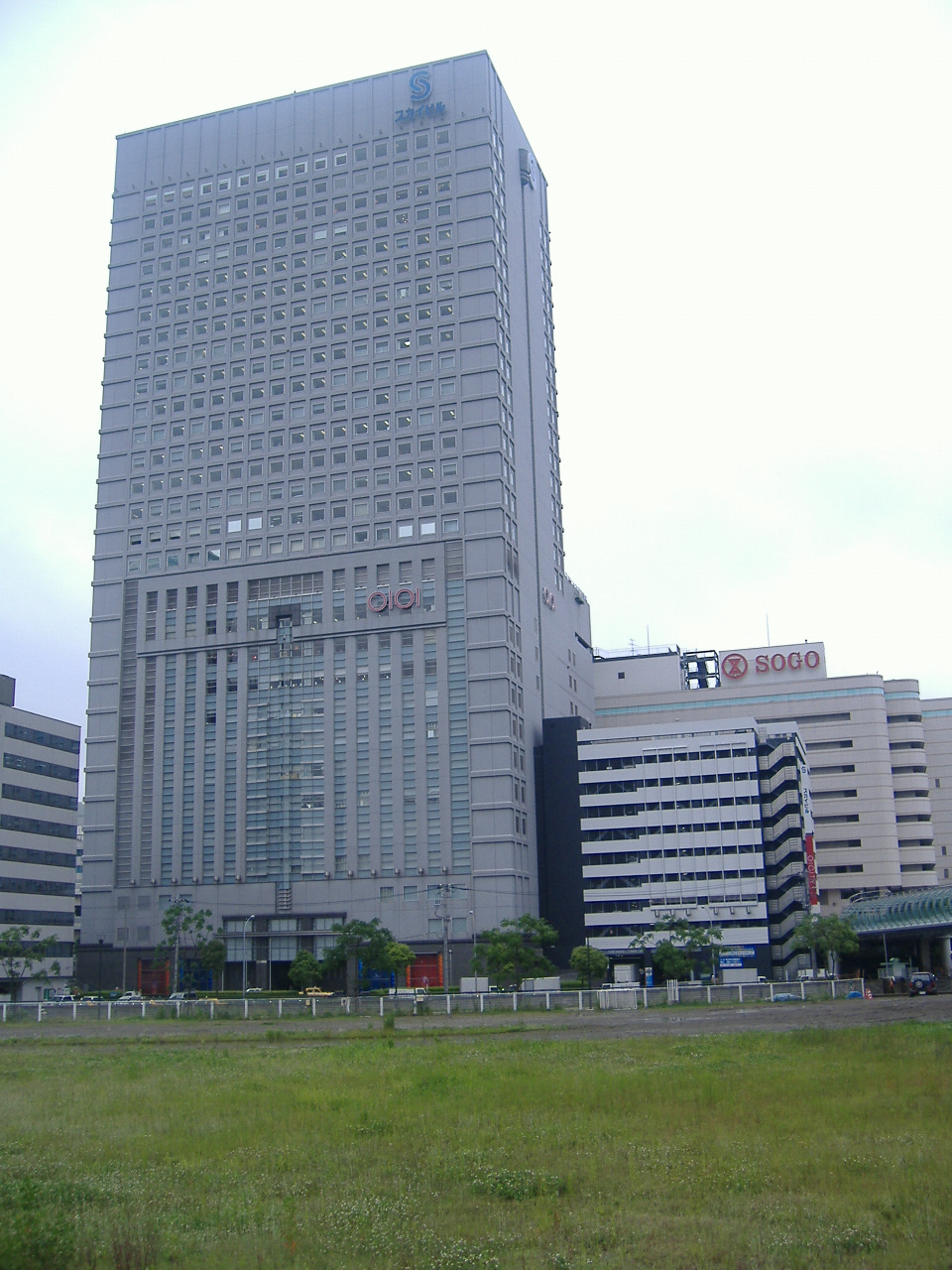
요코하마 스카이빌딩

요코하마 스카이빌딩은 일본 가나가와현 요코하마시 니시구에 있는 빌딩이다. 요코하마역 동쪽 출구에 있으며 지상 30층 높이 132m이다. 요코하마 역 지하상가인 요코하마 포르타를 통해 바로 연결되며, 바로 옆에는 소고 백화점과도 연결되어 있다. 빌딩 지하 2층부터 8층까지는 마루이시티 요코하마가 입주해있고, 10~11층과 27~28층에는 레스토랑가가 들어서 있다.